# Großer Preis von San Marino 2004
Der Große Preis von San Marino 2004 (offiziell Gran Premio Foster’s di San Marino 2004) fand am 25. April auf dem Autodromo Enzo e Dino Ferrari in Imola statt und war das vierte Rennen der Formel-1-Weltmeisterschaft 2004.

## Berichte

### Hintergründe
Nach dem Großen Preis von Bahrain führte Michael Schumacher in der Fahrerwertung mit neun Punkten vor Rubens Barrichello und mit 15 Punkten vor Jenson Button. In der Konstrukteurswertung führte Ferrari mit 29 Punkten vor Renault und mit 32 Punkten vor Williams-BMW und BAR-Honda.
Der Grand Prix markierte den 10. Jahrestag der tödlichen Unfälle von Roland Ratzenberger und Ayrton Senna im Jahr 1994.
Mit Michael Schumacher (fünfmal), Ralf Schumacher und David Coulthard (jeweils einmal) traten drei ehemalige Sieger zu diesem Grand Prix an.

### Training
Die letzten sechs Teams der Konstrukteursmeisterschaft 2003 waren berechtigt, am Freitag im freien Training ein drittes Auto einzusetzen. Diese Fahrer fuhren am Freitag, traten aber weder im Qualifying noch im Rennen an. Anthony Davidson (BAR-Honda), Björn Wirdheim (Jaguar-Cosworth), Ricardo Zonta (Toyota), Timo Glock (Jordan-Cosworth) und Bas Leinders (Minardi-Cosworth) nahmen in dieser Funktion an den Freitagstrainings teil.
Am Freitag war Michael Schumacher mit einer Zeit von 1:20,084 Minuten der Schnellste.
Am Samstag war Michael Schumacher erneut Schnellster, dieses Mal mit 1:20,125 Minuten.

### Qualifying
Im ersten Qualifying, in dem die Startpositionen für das zweite Qualifying ermittelt wurden, erzielte Juan Pablo Montoya die schnellste Zeit vor Ralf und Michael Schumacher.
Im Qualifying war dann Button der Schnellste und sicherte sich so seine erste Pole-Position vor den beiden Ferrari von Michael Schumacher und Barrichello.

### Rennen
Über Nacht regnete es auf der Rennstrecke von Imola und spülte einen Großteil des Gummis weg, der sich am Wochenende abgelagert hatte, was theoretisch den Teams mit Bridgestone-Reifen einen Vorteil verschaffte. Am Renntag war es warm und sonnig und die Strecke war zu Beginn des Rennens völlig trocken. Als die Ampel ausging, kam Button gut weg und führte das Feld in den ersten Kurven an. In der ersten Schikane blockierte Coulthard seine Bremsen und fuhr in das Heck von Fernando Alonso, wodurch Coulthard seinen Frontflügel verlor und der Schotte ins Kiesbett landete. Er kam wieder auf die Strecke, lag aber bereits weit zurück und musste an die Box, um den Schaden zu reparieren. Unterdessen versuchte Montoya, Michael Schumacher außerhalb der Tosa-Kurve zu überholen, wobei Michael Schumacher Montoya auf den Rasen drückte und die beiden zwang, beim Verlassen der Kurve die Räder zu berühren. Später erklärte Michael Schumacher, dass er Montoya nicht neben sich sehen konnte. Der Vorfall führte dazu, dass Montoya an Schwung verlor und hinter seinen Teamkollegen Ralf Schumacher zurückfiel. Als der Deutsche versuchte, Montoya zu überholen, zwang ihn der Kolumbianer über die Strecke und auf das rutschige Gras, wo Ralf Schumacher den Fuß auf dem Gaspedal hielt, aber gezwungen war, die Position aufzugeben, und eine weitere Position an Takuma Satō verlor.
Am Ende der ersten Runde hatte Button einen guten Vorsprung vor Michael Schumacher, Montoya, Satō, Ralf Schumacher und Barrichello aufgebaut. Michael Schumacher schloss die Lücke jedoch schnell auf und fuhr die schnellsten Runden in Folge, um Druck auf Button auszuüben. Die beiden setzte sich problemlos vom Feld ab und fuhren fast eine Sekunde schneller als alle anderen Fahrer. In Runde 4 geriet Coulthard, der immer noch am Ende des Feldes kämpfte, kurzzeitig von der Strecke ab, um die Schikane abzukürzen. Cristiano da Matta und Felipe Massa waren in Runde 7 die ersten Fahrer, die an die Box kamen. Massa fiel vom 11. auf den 14. Platz zurück, übernahm aber aufgrund seines schnelleren Stopps eine Position von da Matta. Giorgio Pantano schied als erster im Rennen aus, da er aufgrund eines Hydraulikdefekts von der Strecke abkam. In Runde 8 stoppte Montoya als erster Spitzenreiter, gefolgt von Mark Webber an die Box. Button zeigte, dass seine Qualifying-Leistung hauptsächlich auf eine geringere Treibstoffmenge zurückzuführen war, indem er in Runde 9 anhielt. Michael Schumacher begann dofort, schnellere Runden zu fahren. Auch Ralf Schumacher, Olivier Panis und Christian Klien machten in Runde 9 ihre ersten Stopps. Satō und Barrichello kamen in Runde 10 an die Box, aber Barrichellos schnellerer Stopp ermöglichte dem Brasilianer beim Verlassen der Box einen Vorsprung. Der Stopp von Michael Schumacher erfolgte in Runde 11, aber er hatte einen ausreichenden Vorsprung vor Button aufgebaut, um mit großem Abstand in Führung zu gehen. Jarno Trulli, der momentan auf dem zweiten Platz lag, kam in Runde 12 an die Box und konnte dank der schnellen Arbeit des Renault-Teams den vierten Platz von Ralf Schumacher übernehmen. Nick Heidfeld war der letzte der drei Stopper, der in Runde 14 seinen Stopp einlegte, und ließ Giancarlo Fisichella und Kimi Räikkönen auf den Plätzen 9 und 10 als einzige Fahrer zurück, die keinen Boxenstopp einlegten.
Barrichello, der ein deutlich schnelleres Auto hatte, schloss auf Ralf Schumacher auf, konnte ihn aber mehrere Runden lang nicht überholen. Michael Schumacher hatte vorne am Ende der 18. Runde einen Vorsprung von 12 Sekunden aufgebaut. Coulthard, der aufgrund seiner Kollision in der ersten Runde auf eine Zwei-Stopp-Strategie umgestellt worden war, machte seinen Stopp in Runde 19, gefolgt von Fisichella in Runde 20 und Räikkönen in Runde 21. In der Zwischenzeit belegte Massa den 11. Platz vor Webber. Der Australier erlitt eine Fehlzündung in seinem Cosworth-Motor. da Matta war erneut der Erste, der in der zweiten Stopprunde an die Box kam und in Runde 23 auftankte, gefolgt von Webber und Massa in der folgenden Runde. Gianmaria Bruni betrat die Box, wobei die Teamingenieure offenbar unvorbereitet auf seinen Stopp waren. Bald darauf schied er aus dem Rennen aus und begründete dies mit einer ständig blockierenden Hinterradbremse, die das Fahren des Wagens erschwerte. Montoya stoppte in Runde 25 und fiel vom 3. auf den 7. Platz zurück, gefolgt von Button in Runde 26, der seinen 2. Platz behaupten konnte. Michael Schumacher kam in Runde 27 von der Spitze aus an die Box und konnte seine Position mit einem Vorsprung von 18 Sekunden problemlos behaupten. Ralf Schumacher, Barrichello und Satō kamen alle in der folgenden Runde an die Box, in der Schumacher seine Position knapp vor Barrichello behielt. Die beiden kollidierten beinahe, als Schumacher aus seinem Boxenbereich entlassen wurde. Alonso kam dann in Runde 30 an die Box und reihte sich hinter Ralf Schumacher und Barrichello ein, die auf der Strecke immer noch dicht beieinander lagen. Trulli stoppte dann in der folgenden Runde und teilte Schumacher und Barrichello auf, sodass er Fünfter war.
da Matta wurde wegen Missachtung der blauen Flaggen mit einer Durchfahrtsstrafe belegt, machte jedoch einen Fehler und kam kurz darauf von der Strecke ab, was sein Rennen beendete. Nach 35 Runden gelang es Button, etwas Tempo zu finden, aber nicht genug, um Schumachers Vorsprung, der bei 16,4 Sekunden lag, deutlich zu reduzieren. Beide Sauber-Fahrer legten mit unterschiedlichen Strategien ihre letzten Stopps in Runde 38 ein. Coulthard machte seinen zweiten und letzten Stopp des Tages in Runde 40 und landete damit auf dem 14. Platz. Räikkönen, im anderen McLaren, kämpfte ebenfalls im Mittelfeld, hoffte aber, seinen ersten Punkt des Jahres zu holen, und kam in Runde 41 an die Box. Die letzte Runde der Boxenstopps für die Spitzenreiter begann in Runde 43, gefolgt von Montoya und Barrichello von Button und Ralf Schumacher in Runde 44, dann von Michael Schumacher und Trulli in Runde 46. Trulli behielt seine Position vor Barrichello, bevor Alonsos Stopp in Runde 48 dazu führte, dass der Spanier vor Barrichello und Trulli auf den 5. Platz vorrückte. Alonso begann, Druck auf Ralf Schumacher auszuüben, und versuchte in Runde 51 ein Überholmanöver an der Innenseite von Tosa, wodurch die beiden zusammenstießen, Schumacher ins Schleudern geriet und ihn auf den 7. Platz zurückfiel. Die Sportkommissare kündigten an, dass der Vorfall nach dem Rennen untersucht werde. Heidfeld schied wegen eines Getriebeproblems aus dem Rennen aus, als Alonso auf Montoya aufholte und Barrichello näher an Trulli herankam.
Satō schied sechs Runden vor Schluss mit einem spektakulären Motorschaden aus dem Rennen aus, was seinem Teamkollegen Button, der auf dem zweiten Platz lag, möglicherweise Sorgen bereitete. Durch den Ausfall rückte Räikkönen auf den 8. Platz vor und hoffte auf seinen ersten Punkt für die Saison 2004.
Michael Schumacher erreichte die Ziellinie und gewann sein viertes Rennen in Folge. Button wurde Zweiter und Montoya sicherte sich den letzten Podiumsplatz vor Alonso. Trulli überstand einen Angriff von Barrichello in der letzten Runde und behauptete sich auf dem fünften Platz, wobei Ralf Schumacher und Räikkönen die Punkteränge abschlossen. Das Ergebnis setzte den perfekten Start von Michael Schumacher in das Jahr fort, mit maximal 40 Punkten aus den ersten vier Rennen. Teamkollege Barrichello blieb mit 24 Punkten Zweiter, knapp vor dem Überraschungspaket Button mit 23. Die Konstrukteurswertung unterstrich Ferraris unglaubliche frühe Dominanz, wobei das italienische Team mit 64 Punkten mehr als doppelt so viele Punkte erzielte wie der zweitplatzierte Renault mit 31 Punkten, gefolgt von Williams und BAR mit 27 Punkten. Räikkönen und Zsolt Baumgartner sahen erstmals in dieser Saison die Zielflagge, nachdem beide in den ersten drei Rennen ausschieden.

## Meldeliste
| Team                       | Nr. | Fahrer               | Chassis        | Motor                 | Reifen |
| -------------------------- | --- | -------------------- | -------------- | --------------------- | ------ |
| Scuderia Ferrari Marlboro  | 01  | Michael Schumacher   | Ferrari F2004  | Ferrari 3.0 V10       | B      |
| Scuderia Ferrari Marlboro  | 02  | Rubens Barrichello   | Ferrari F2004  | Ferrari 3.0 V10       | B      |
| BMW.WilliamsF1 Team        | 03  | Juan Pablo Montoya   | Williams FW26  | BMW 3.0 V10           | M      |
| BMW.WilliamsF1 Team        | 04  | Ralf Schumacher      | Williams FW26  | BMW 3.0 V10           | M      |
| West McLaren Mercedes      | 05  | David Coulthard      | McLaren MP4-19 | Mercedes-Benz 3.0 V10 | M      |
| West McLaren Mercedes      | 06  | Kimi Räikkönen       | McLaren MP4-19 | Mercedes-Benz 3.0 V10 | M      |
| Mild Seven Renault F1 Team | 07  | Jarno Trulli         | Renault R24    | Renault 3.0 V10       | M      |
| Mild Seven Renault F1 Team | 08  | Fernando Alonso      | Renault R24    | Renault 3.0 V10       | M      |
| Lucky Strike BAR Honda     | 09  | Jenson Button        | BAR 006        | Honda 3.0 V10         | M      |
| Lucky Strike BAR Honda     | 10  | Takuma Satō          | BAR 006        | Honda 3.0 V10         | M      |
| Lucky Strike BAR Honda     | 35  | Anthony Davidson     | BAR 006        | Honda 3.0 V10         | M      |
| Sauber Petronas            | 11  | Giancarlo Fisichella | Sauber C23     | Petronas 3.0 V10      | B      |
| Sauber Petronas            | 12  | Felipe Massa         | Sauber C23     | Petronas 3.0 V10      | B      |
| Jaguar Racing              | 14  | Mark Webber          | Jaguar R5      | Cosworth 3.0 V10      | M      |
| Jaguar Racing              | 15  | Christian Klien      | Jaguar R5      | Cosworth 3.0 V10      | M      |
| Jaguar Racing              | 37  | Björn Wirdheim       | Jaguar R5      | Cosworth 3.0 V10      | M      |
| Panasonic Toyota Racing    | 16  | Cristiano da Matta   | ToyotaTF104    | Toyota 3.0 V10        | M      |
| Panasonic Toyota Racing    | 17  | Olivier Panis        | ToyotaTF104    | Toyota 3.0 V10        | M      |
| Panasonic Toyota Racing    | 38  | Ricardo Zonta        | ToyotaTF104    | Toyota 3.0 V10        | M      |
| Jordan-Ford                | 18  | Nick Heidfeld        | Jordan EJ14    | Ford 3.0 V10          | B      |
| Jordan-Ford                | 19  | Giorgio Pantano      | Jordan EJ14    | Ford 3.0 V10          | B      |
| Jordan-Ford                | 39  | Timo Glock           | Jordan EJ14    | Ford 3.0 V10          | B      |
| Minardi F1 Team            | 20  | Gianmaria Bruni      | Minardi PS04B  | Cosworth 3.0 V10      | B      |
| Minardi F1 Team            | 21  | Zsolt Baumgartner    | Minardi PS04B  | Cosworth 3.0 V10      | B      |
| Minardi F1 Team            | 40  | Bas Leinders         | Minardi PS04B  | Cosworth 3.0 V10      | B      |

Anmerkungen
1. 1 2 3 4 5  Nahm nur am Freitagstraining teil.

## Klassifikationen

### Qualifying
| Pos. | Fahrer               | Konstrukteur     | Q1       | Q2         | Start |
| ---- | -------------------- | ---------------- | -------- | ---------- | ----- |
| 01   | Jenson Button        | BAR-Honda        | 1:20,632 | 1:19,753   | 01    |
| 02   | Michael Schumacher   | Ferrari          | 1:20,440 | 1:20,011   | 02    |
| 03   | Juan Pablo Montoya   | Williams-BMW     | 1:19,805 | 1:20,212   | 03    |
| 04   | Rubens Barrichello   | Ferrari          | 1:20,927 | 1:20,451   | 04    |
| 05   | Ralf Schumacher      | Williams-BMW     | 1:20,423 | 1:20,538   | 05    |
| 06   | Fernando Alonso      | Renault          | 1:21,799 | 1:20,895   | 06    |
| 07   | Takuma Satō          | BAR-Honda        | 1:20,984 | 1:20,913   | 07    |
| 08   | Mark Webber          | Jaguar-Cosworth  | 1:21,458 | 1:20,921   | 08    |
| 09   | Jarno Trulli         | Renault          | 1:21,669 | 1:21,034   | 09    |
| 10   | Cristiano da Matta   | Toyota           | 1:21,737 | 1:21,087   | 10    |
| 11   | David Coulthard      | McLaren-Mercedes | 1:20,566 | 1:21,091   | 11    |
| 12   | Olivier Panis        | Toyota           | 1:21,231 | 1:21,558   | 13    |
| 13   | Felipe Massa         | Sauber-Petronas  | 1:22,154 | 1:21,532   | 12    |
| 14   | Christian Klien      | Jaguar-Cosworth  | 1:22,246 | 1:21,949   | 14    |
| 15   | Giorgio Pantano      | Jordan-Ford      | 1:24,643 | 1:23,352   | 15    |
| 16   | Nick Heidfeld        | Jordan-Ford      | 1:23,055 | 1:23,488   | 16    |
| 17   | Gianmaria Bruni      | Minardi-Cosworth | 1:26,463 | 1:26,899   | 17    |
| 18   | Zsolt Baumgartner    | Minardi-Cosworth | 1:27,319 | 1:46,299   | 19    |
| 19   | Giancarlo Fisichella | Sauber-Petronas  | 1:20,716 | keine Zeit | 18    |
| 20   | Kimi Räikkönen       | McLaren-Mercedes | 1:21,181 | keine Zeit | 20    |

### Rennen
| Pos. | Fahrer               | Konstrukteur     | Runden | Stopps | Zeit        | Start | Schnellste Runde |
| ---- | -------------------- | ---------------- | ------ | ------ | ----------- | ----- | ---------------- |
| 01   | Michael Schumacher   | Ferrari          | 62     | 3      | 1:26:19,670 | 02    | 1:20,411 (10.)   |
| 02   | Jenson Button        | BAR-Honda        | 62     | 3      | + 9,702     | 01    | 1:21,021 (28.)   |
| 03   | Juan Pablo Montoya   | Williams-BMW     | 62     | 3      | + 21,617    | 03    | 1:21,870 (27.)   |
| 04   | Fernando Alonso      | Renault          | 62     | 3      | + 23,654    | 06    | 1:21,650 (59.)   |
| 05   | Jarno Trulli         | Renault          | 62     | 3      | + 36,216    | 09    | 1:21,666 (11.)   |
| 06   | Rubens Barrichello   | Ferrari          | 62     | 3      | + 36,683    | 04    | 1:21,873 (31.)   |
| 07   | Ralf Schumacher      | Williams-BMW     | 62     | 3      | + 55,730    | 05    | 1:21,689 (30.)   |
| 08   | Kimi Räikkönen       | McLaren-Mercedes | 61     | 2      | + 1 Runde   | 20    | 1:22,500 (39.)   |
| 09   | Giancarlo Fisichella | Sauber-Petronas  | 61     | 2      | + 1 Runde   | 18    | 1:22,654 (60.)   |
| 10   | Felipe Massa         | Sauber-Petronas  | 61     | 3      | + 1 Runde   | 12    | 1:22,895 (36.)   |
| 11   | Olivier Panis        | Toyota           | 61     | 3      | + 1 Runde   | 13    | 1:22,861 (59.)   |
| 12   | David Coulthard      | McLaren-Mercedes | 61     | 3      | + 1 Runde   | 11    | 1:22,951 (42.)   |
| 13   | Mark Webber          | Jaguar-Cosworth  | 61     | 3      | + 1 Runde   | 08    | 1:22,931 (55.)   |
| 14   | Christian Klien      | Jaguar-Cosworth  | 60     | 3      | + 2 Runden  | 14    | 1:23,647 (27.)   |
| 15   | Zsolt Baumgartner    | Minardi-Cosworth | 58     | 3      | + 4 Runden  | 19    | 1:26,075 (58.)   |
| 16   | Takuma Satō          | BAR-Honda        | 56     | 1      | DNF         | 07    | 1:21,929 (44.)   |
| –    | Nick Heidfeld        | Jordan-Ford      | 48     | 3      | DNF         | 16    | 1:23,381 (44.)   |
| –    | Cristiano da Matta   | Toyota           | 32     | 3      | DNF         | 10    | 1:23,108 (25.)   |
| –    | Gianmaria Bruni      | Minardi-Cosworth | 22     | 1      | DNF         | 17    | 1:26,857 (11.)   |
| –    | Giorgio Pantano      | Jordan-Ford      | 6      | 1      | DNF         | 15    | 1:25,457 (06.)   |

## WM-Stände nach dem Rennen
Die ersten acht jedes Rennens bekamen 10, 8, 6, 5, 4, 3, 2 bzw. 1 Punkt(e).

### Fahrerwertung
| Pos. | Fahrer             | Konstrukteur     | Punkte |
| ---- | ------------------ | ---------------- | ------ |
| 01   | Michael Schumacher | Ferrari          | 40     |
| 02   | Rubens Barrichello | Ferrari          | 24     |
| 03   | Jenson Button      | BAR-Honda        | 23     |
| 04   | Juan Pablo Montoya | Williams-BMW     | 18     |
| 05   | Fernando Alonso    | Renault          | 16     |
| 06   | Jarno Trulli       | Renault          | 15     |
| 07   | Ralf Schumacher    | Williams-BMW     | 9      |
| 08   | Takuma Satō        | BAR-Honda        | 4      |
| 09   | David Coulthard    | McLaren-Mercedes | 4      |
| 10   | Felipe Massa       | Sauber-Petronas  | 1      |

| Pos. | Fahrer               | Konstrukteur     | Punkte |
| ---- | -------------------- | ---------------- | ------ |
| 11   | Mark Webber          | Jaguar-Cosworth  | 1      |
| 12   | Kimi Räikkönen       | McLaren-Mercedes | 1      |
| 13   | Giancarlo Fisichella | Sauber-Petronas  | 0      |
| 14   | Christian Klien      | Jaguar-Cosworth  | 0      |
| 15   | Cristiano da Matta   | Toyota           | 0      |
| 16   | Olivier Panis        | Toyota           | 0      |
| 17   | Giorgio Pantano      | Jordan-Ford      | 0      |
| 18   | Gianmaria Bruni      | Minardi-Cosworth | 0      |
| 19   | Nick Heidfeld        | Jordan-Ford      | 0      |
| 20   | Zsolt Baumgartner    | Minardi-Cosworth | 0      |

### Konstrukteurswertung
| Pos. | Konstrukteur     | Punkte |
| ---- | ---------------- | ------ |
| 01   | Ferrari          | 64     |
| 02   | Renault          | 31     |
| 03   | Williams-BMW     | 27     |
| 04   | BAR-Honda        | 27     |
| 05   | McLaren-Mercedes | 5      |

| Pos. | Konstrukteur     | Punkte |
| ---- | ---------------- | ------ |
| 06   | Sauber-Petronas  | 1      |
| 07   | Jaguar-Cosworth  | 1      |
| 08   | Toyota           | 0      |
| 09   | Jordan-Ford      | 0      |
| 10   | Minardi-Cosworth | 0      |